# Pat Cash
Pat Cash (Melbourne, 27 de mayo de 1965) es un extenista australiano que logró su máximo trofeo en 1987 al conquistar el torneo de Wimbledon al derrotar a Ivan Lendl en la final.
Era la máxima esperanza australiana para conquistar el abierto de su país, pero a pesar de alcanzar la final dos veces, en ninguna de las dos se lograría imponer. Esas finales fueron en 1987 ante Stefan Edberg en la que sería la última edición del Abierto de Australia jugada sobre césped y en 1988 ante Mats Wilander en la primera edición disputada en la nueva superficie, denominada rebound ace.
Cash alcanzó la final del torneo de dobles de Wimbledon en los años 1984 y 1985. Fue el N.º 1 del mundo junior en el año 1981. En 2003 fue incluido en el Salón de la Fama del Tenis Australiano.

## Torneos de Grand Slam (1; 1+0)

### Individuales (1)

#### Títulos
| Año  | Torneo    | Oponente en la final | Resultado   |
| ---- | --------- | -------------------- | ----------- |
| 1987 | Wimbledon | Ivan Lendl           | 7-6 6-2 7-5 |

#### Finalista (2)
| Año  | Torneo               | Oponente en la final | Resultado           |
| ---- | -------------------- | -------------------- | ------------------- |
| 1987 | Abierto de Australia | Stefan Edberg        | 3-6 4-6 6-3 7-5 3-6 |
| 1988 | Abierto de Australia | Mats Wilander        | 6-3 6-7 3-6 6-1 8-6 |

### Dobles

#### Finalista (2)
| Año  | Torneo    | Pareja          | Oponentes en la final          | Resultado           |
| ---- | --------- | --------------- | ------------------------------ | ------------------- |
| 1984 | Wimbledon | Paul McNamee    | John McEnroe Peter Fleming     | 2-6 7-6 2-6 6-3 3-6 |
| 1985 | Wimbledon | John Fitzgerald | Heinz Gunthardt Balazs Taroczy | 4-6 3-6 6-3 3-6     |

## Torneos ATP(19; 7+12)

### Individuales (7)

#### Títulos
| Leyenda                |
| Grand Slam (1)         |
| Tennis Masters Cup (0) |
| ATP Masters Series (0) |
| ATP Tour (6)           |

| N.º | Fecha                   | Torneo        | Superficie | Oponente en la final | Resultado           |
| --- | ----------------------- | ------------- | ---------- | -------------------- | ------------------- |
| 1.  | 28 de diciembre de 1982 | Melbourne     | Hierba     | Rod Frawley          | 6-4 7-6             |
| 2.  | 3 de octubre de 1983    | Brisbane      | Moqueta    | Paul McNamee         | 4-6 6-4 6-3         |
| 3.  | 26 de diciembre de 1983 | Melbourne     | Hierba     | Rod Frawley          | 6-4 7-6             |
| 4.  | 23 de marzo de 1987     | Nancy         | Moqueta    | Wally Masur          | 6-2 6-3             |
| 5.  | 22 de junio de 1987     | Wimbledon     | Hierba     | Ivan Lendl           | 7-6 6-2 7-5         |
| 6.  | 16 de noviembre de 1987 | Johannesburgo | Dura       | Brad Gilbert         | 7-6 4-6 2-6 6-0 6-1 |
| 7.  | 23 de abril de 1990     | Hong Kong     | Dura       | Alex Antonitsch      | 6-3 6-4             |

#### Finalista (5)
| Leyenda                |
| Grand Slam (2)         |
| Tennis Masters Cup (0) |
| ATP Masters Series (0) |
| ATP Tour (3)           |

| N.º | Fecha                 | Torneo               | Superficie | Oponente en la final | Resultado           |
| --- | --------------------- | -------------------- | ---------- | -------------------- | ------------------- |
| 1.  | 15 de octubre de 1984 | Melbourne            | Moqueta    | Matt Mitchell        | 4-6 6-3 2-6         |
| 2.  | 12 de enero de 1987   | Abierto de Australia | Hierba     | Stefan Edberg        | 3-6 4-6 6-3 7-5 3-6 |
| 3.  | 12 de octubre de 1987 | Sydney Indoor        | Dura       | Ivan Lendl           | 4-6 2-6 4-6         |
| 4.  | 11 de enero de 1988   | Abierto de Australia | Dura       | Mats Wilander        | 3-6 7-6 6-3 1-6 6-8 |
| 5.  | 16 de abril de 1990   | Seúl                 | Dura       | Alex Antonitsch      | 6-7 3-6             |